# Mediastery
Mediastery, a właściwie Ogólnopolski Konkurs Na Najlepszą Pracę Magisterską z Wiedzy o Mediach Medi@stery – konkurs na najlepszą pracę magisterską studentów dziennikarstwa, organizowany przez kierunek Dziennikarstwo i Komunikacja Społeczna  Uniwersytetu Gdańskiego od 2015 roku. Przewodniczącym kapituły konkursu jest prof. dr hab. Wiktor Pepliński. Konkurs został objęty honorowym patronatem rektora dr. hab. Jerzego Gwizdały, Marszałka Województwa Pomorskiego Mieczysława Struka i Polskiego Towarzystwa Komunikacji Społecznej. Celem konkursu jest wyłonienie najlepszej pracy magisterskiej z zakresu wiedzy o mediach, popularyzacja tej dziedziny nauki i wyróżnianie najlepszych studentów.
W 2018 roku nagrodą było wydanie pracy laureatki nagrody pierwszego stopnia w formie książki.

## Laureaci
W 2018 roku odbyła się jego IV edycja. Laureatami zostali: Joanna Grzechnik z Uniwersytetu Jagiellońskiego, Krzysztof Grządzielski z Uniwersytetu im. Adama Mickiewicza w Poznaniu i Klaudia Kamieniarz z Uniwersytetu Warszawskiego.

### Laureaci I stopnia
- I edycja – Marcin Sanakiewicz[4]
- II edycja –  Olivia Kłusek, za pracę pt. Latte-feminizm, pop-feminizm i girl power. Trywializacja pojęcia feminizmu w kobiecej prasie ilustrowanej segmentu luksusowego[5]
- III edycja – Anna Gronau, za pracę pt. Prezydencka kampania wyborcza w 2015 roku na łamach wybranych tygodników opinii
- IV edycja –  Joanna Grzechnik, za pracę pt. Rola nowych mediów w aktywizacji społeczności lokalnej na przykładzie ruchów miejskich w Krakowie. Studium przypadku: Krakowski Alarm Smogowy[6]